# Mount Morgan
Mount Morgan (2 447 habitants) est une ville du Queensland en Australie

## Histoire
L'industrie minière et l'agriculture ont permis le développement de la ville au début du XXe siècle.

## Géographie
La ville est située sur la Dee River, à environ 680 kilomètres au nord de la capitale du Queensland, Brisbane.

## Galerie

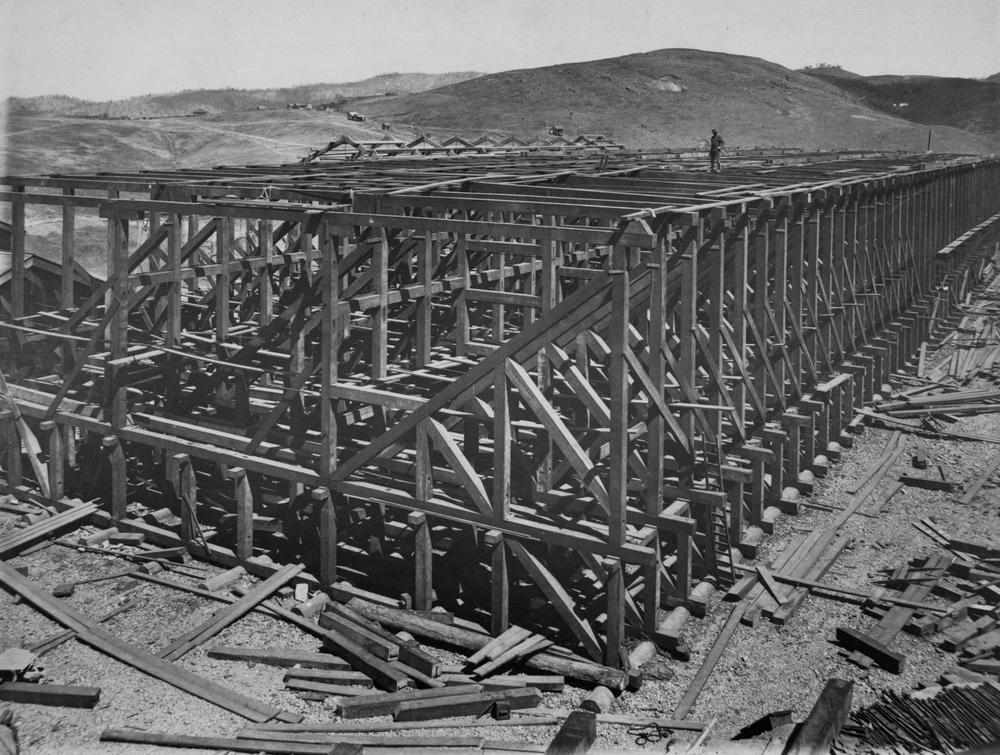
Fonderie en construction (ossature bois) à Mount Morgan, en 1905
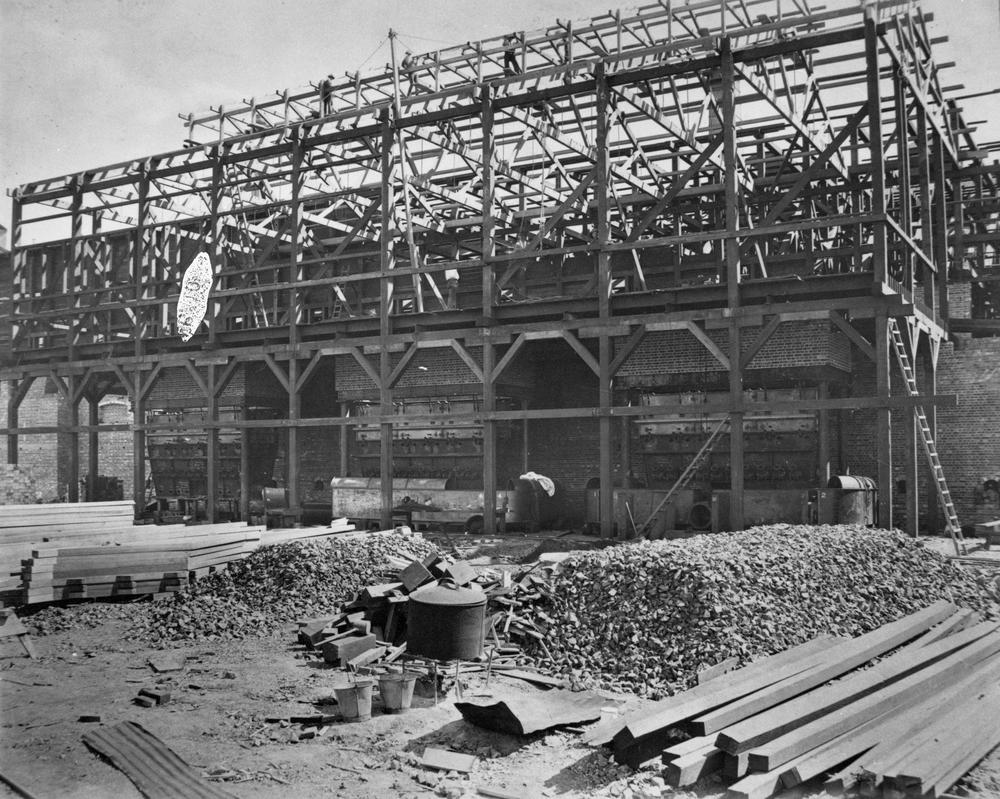
Autre vue de la fonderie en construction

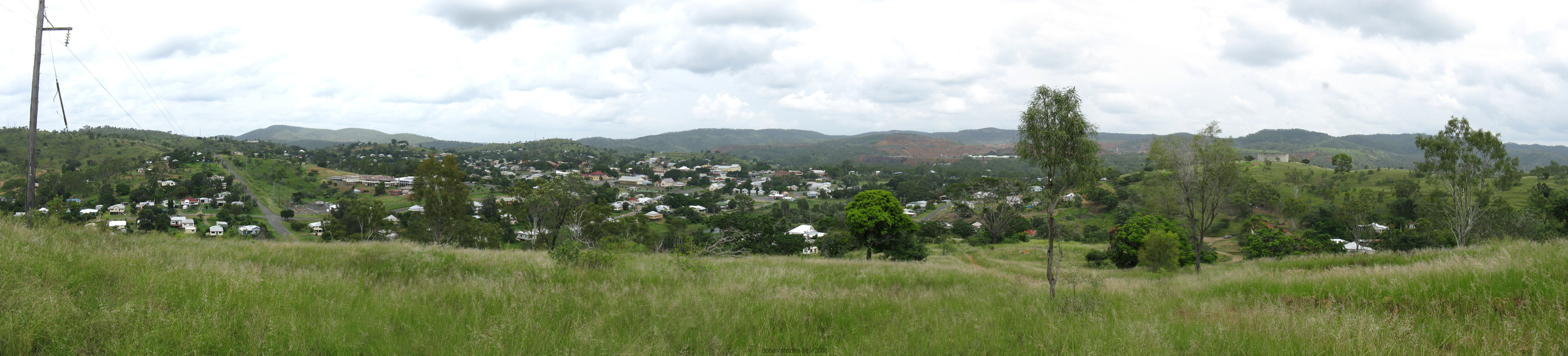
Mount Morgan